# 镰仓殿
镰仓殿（日语：／）是指日本镰仓幕府的领袖，后引申为指代整个镰仓幕府。从源为义或其子源义朝开始，清和源氏（武家）的领袖也被称作镰仓家、镰仓殿或镰仓流。在《平家物语》中，“镰仓殿”指的是源赖朝，这一称呼在历史上与源赖朝有着密切联系。
“幕府”一词在江户时代中期以后才开始使用，在镰仓时代，武士们称镰仓幕府为“镰仓殿”。
此外，镰仓幕府的后继者室町幕府的将军足利氏最初也被称为“镰仓殿”或“镰仓将军”。例如，二条良基在其著作《连歌十样》（高野山正智院本奥书）中提到三代将军足利义满时称其为“镰仓将军”。后来，足利义满在京都的室町设立府邸，室町幕府的将军便被称为“室町殿”，而室町殿的分家镰仓公方则开始被称为“镰仓殿”。